# Hrvatska na Pjesmi Eurovizije 2020.
Hrvatska je trebala nastupiti na Pjesmi Eurovizije 2020. HRT organizirala je izbor za pjesmu Eurovizije pod nazivom Dora 2020. kako bi Hrvatska odabrala svoga predstavnika. Međutim zbog Pandemije koronavirusa natjecanje je otkazano.

## Povijest
Za više informacija o Hrvatskoj na Pjesmi Eurovizije, pogledajte Hrvatska na Pjesmi Eurovizije.
Prije Pjesme Eurovizije 2020. Hrvatska je na ovom natjecanju sudjelovala 25 puta, a prvi put 1993. Do tada, najbolji hrvatski rezultati bila su 4. mjesta 1996. i 1999.. Otkad su uvedena polufinala 2004. Hrvatska je u finalima bila 7 puta. Na prošlogodišnjoj Pjesmi Eurovizije Hrvatska se nije uspjela kvalificirati u finale te je završila na 14. mjestu u drugoj polufinalnoj večeri.

## PrijeEurosonga2020.

### Dora 2020.
Dora 2020. bila je dvadeset i prvi hrvatski predizbor za Pjesmu Eurovizije. Natjecanje je sadržavalo 16 pjesama raspoređenih u jednu, finalnu večer.

### Format
Kombinacija bodova glasova gledatelja i deset regionalnih žirija odredili su pobjednika. Prema pravilima natjecanja, u slučaju izjednačenja za prvo mjesto, pobjednik je bio sudionik koji je imao više glasova televotinga.

### Prijavljeni natjecatelji
Izvođači i skladatelji mogli su svoje prijave predati emiteru u razdoblju od 5. studenog do 15. prosinca 2019. Stručno povjerenstvo odabralo je šesnaest izvođača i pjesama za natjecanje iz pristiglih radova. Popis izvođača i pjesama koji se natječu objavljen je 23. prosinca 2019. Ubrzo nakon što je lista objavljena, Goran Karan povukao se iz konkurencije. Kao rezultat toga Elis Lovrić i njezina pjesma "Jušto" umjesto toga sudjelovale su u nacionalnom izboru.
| Izvođač                                  | Pjesma                          | Skladatelj(i)                                          |
| ---------------------------------------- | ------------------------------- | ------------------------------------------------------ |
| Aklea Neon                               | "Zovi ju mama"                  | Dorotea Zovko, Pavle Kladarin                          |
| Alen Vitasović & Božidarka Matija Čerina | "Da se ne zatare"               | Robert Pilepić                                         |
| Bojan Jambrošić                          | "Više od riječi"                | Antonija Šola                                          |
| Colonia                                  | "Zidina"                        | Boris Đurđević, Valerija Đurđević                      |
| Damir Kedžo                              | "Divlji vjetre"                 | Ante Pecotić                                           |
| Đana                                     | "One"                           | Rando Stipišić                                         |
| Edi Abazi                                | "Coming Home"                   | Srđan Sekulović Skansi                                 |
| Elis Lovrić                              | "Jušto"                         | Elis Lovrić                                            |
| Goran Karan                              | "My Legacy Is Love"             | Nikša Bratoš                                           |
| Indira Levak                             | "You Will Never Break My Heart" | Branimir Mihaljević, Ambrogio Crotti, Doron Medalie    |
| Jure Brkljača                            | "Hajde nazovi me!"              | Miroslav Rus                                           |
| Lorena Bućan                             | "Drowning"                      | Ivan Huljić                                            |
| Lorenzo, Dino Purić & Reper iz sobe      | "Vrati se iz Irske"             | Ivan Grgić, Marko Kantolić                             |
| Marin Jurić Čivro                        | "Naivno"                        | Boris Kolarić, Maja Kolarić, Marko Matijević Sekul     |
| Mia Negovetić                            | "When It Comes to You"          | Linnea Deb, Anderz Wrethov, Denniz Jamm, Mia Negovetić |
| Nikola Marjanović                        | "Let's Forgive"                 | Adi Karaselimović                                      |
| Zdenka Kovačiček                         | "Love, Love, Love"              | Branimir Mihaljević, Mario Mihaljević                  |

### Finalna večer
Finalna večer održala se u Opatiji u sportskoj dvorani Marino Cvetković 29. veljače 2020. godine, a voditelji su bili Duško Ćurlić, Mirko Fodor, Zlata Mück Sušec i Doris Pinčić Rogoznica. Službeni redoslijed izvođenja pjesama objavljen je 17. veljače 2020. na web stranici Hrvatske radiotelevizije. Ove godine hrvatski predstavnik će biti izabran kombinacijom glasova publike putem telefonskih poziva i slanja SMS-poruka, te žirija koji će se javiti iz pet regionalnih centara – Zagreb, Split, Rijeka, Osijek i Varaždin/Čakovec.
| Finale – 29. veljače 2020. | Finale – 29. veljače 2020.               | Finale – 29. veljače 2020.      | Finale – 29. veljače 2020. | Finale – 29. veljače 2020. | Finale – 29. veljače 2020. | Finale – 29. veljače 2020. | Finale – 29. veljače 2020. | Finale – 29. veljače 2020. | Finale – 29. veljače 2020. | Finale – 29. veljače 2020. |
| #                          | Izvođač                                  | Pjesma                          | Žiri                       | Žiri                       | Televoting                 | Televoting                 | Televoting                 | Televoting                 | Ukupno                     | Mjesto                     |
| #                          | Izvođač                                  | Pjesma                          | Glasovi                    | Bodovi                     | Telefonski pozivi          | SMS poruke                 | Ukupno                     | Zbroj bodova               | Ukupno                     | Mjesto                     |
| -------------------------- | ---------------------------------------- | ------------------------------- | -------------------------- | -------------------------- | -------------------------- | -------------------------- | -------------------------- | -------------------------- | -------------------------- | -------------------------- |
| 1                          | Elis Lovrić                              | "Jušto"                         | 44                         | 11                         | 342                        | 304                        | 646                        | 1                          | 12                         | 12                         |
| 2                          | Bojan Jambrošić                          | "Više od riječi"                | 27                         | 5                          | 927                        | 279                        | 1206                       | 7                          | 12                         | 10                         |
| 3                          | Edi Abazi                                | "Coming Home"                   | 26                         | 3                          | 829                        | 524                        | 1353                       | 8                          | 11                         | 13                         |
| 4                          | Zdenka Kovačiček                         | "Love, Love, Love"              | 39                         | 6                          | 1558                       | 599                        | 2157                       | 12                         | 18                         | 6                          |
| 5                          | Alen Vitasović & Božidarka Matija Čerina | "Da se ne zatare"               | 21                         | 2                          | 1514                       | 815                        | 2329                       | 13                         | 15                         | 9                          |
| 6                          | Đana                                     | "One"                           | 42                         | 8                          | 1084                       | 403                        | 1487                       | 9                          | 17                         | 7                          |
| 7                          | Aklea Neon                               | "Zovi ju mama"                  | 52                         | 13                         | 997                        | 768                        | 1765                       | 10                         | 23                         | 4                          |
| 8                          | Nikola Marjanović                        | "Let's Forgive"                 | 44                         | 10                         | 453                        | 367                        | 820                        | 2                          | 12                         | 11                         |
| 9                          | Lorenzo, Dino Purić & Reper iz sobe      | "Vrati se iz Irske"             | 20                         | 1                          | 608                        | 339                        | 947                        | 3                          | 4                          | 16                         |
| 10                         | Marin Jurić Čivro                        | "Naivno"                        | 27                         | 4                          | 677                        | 409                        | 1086                       | 6                          | 10                         | 15                         |
| 11                         | Lorena Bućan                             | "Drowning"                      | 43                         | 9                          | 1171                       | 682                        | 1853                       | 11                         | 20                         | 5                          |
| 12                         | Indira Levak                             | "You Will Never Break My Heart" | 64                         | 14                         | 3414                       | 2127                       | 5541                       | 14                         | 28                         | 3                          |
| 13                         | Jure Brkljača                            | "Hajde nazovi me!"              | 40                         | 7                          | 698                        | 313                        | 1011                       | 4                          | 11                         | 14                         |
| 14                         | Colonia                                  | "Zidina"                        | 44                         | 12                         | 732                        | 309                        | 1041                       | 5                          | 17                         | 8                          |
| 15                         | Mia Negovetić                            | "When It Comes to You"          | 78                         | 16                         | 7954                       | 3641                       | 11595                      | 15                         | 31                         | 2                          |
| 16                         | Damir Kedžo                              | "Divlji vjetre"                 | 69                         | 15                         | 7985                       | 3870                       | 11855                      | 16                         | 31                         | 1                          |

| Detaljni glasovi regionalnog žirija | Detaljni glasovi regionalnog žirija | Detaljni glasovi regionalnog žirija | Detaljni glasovi regionalnog žirija | Detaljni glasovi regionalnog žirija | Detaljni glasovi regionalnog žirija | Detaljni glasovi regionalnog žirija | Detaljni glasovi regionalnog žirija |
| #                                   | Pjesma                              | Varaždin i Čakovec                  | Zagreb                              | Rijeka                              | Split                               | Osijek                              | Ukupno                              |
| ----------------------------------- | ----------------------------------- | ----------------------------------- | ----------------------------------- | ----------------------------------- | ----------------------------------- | ----------------------------------- | ----------------------------------- |
| 1                                   | "Jušto"                             | 5                                   | 7                                   | 7                                   | 11                                  | 14                                  | 44                                  |
| 2                                   | "Više od riječi"                    | 13                                  | 3                                   | 1                                   | 6                                   | 4                                   | 27                                  |
| 3                                   | "Coming Home"                       | 12                                  | 4                                   | 4                                   | 5                                   | 1                                   | 26                                  |
| 4                                   | "Love, Love, Love"                  | 10                                  | 6                                   | 11                                  | 3                                   | 9                                   | 39                                  |
| 5                                   | "Da se ne zatare"                   | 4                                   | 2                                   | 9                                   | 4                                   | 2                                   | 21                                  |
| 6                                   | "One"                               | 11                                  | 8                                   | 8                                   | 12                                  | 3                                   | 42                                  |
| 7                                   | "Zovi ju mama"                      | 14                                  | 14                                  | 10                                  | 2                                   | 12                                  | 52                                  |
| 8                                   | "Let's Forgive"                     | 8                                   | 9                                   | 14                                  | 7                                   | 6                                   | 44                                  |
| 9                                   | "Vrati se iz Irske"                 | 3                                   | 5                                   | 3                                   | 1                                   | 8                                   | 20                                  |
| 10                                  | "Naivno"                            | 1                                   | 1                                   | 6                                   | 9                                   | 10                                  | 27                                  |
| 11                                  | "Drowning"                          | 7                                   | 10                                  | 5                                   | 8                                   | 13                                  | 43                                  |
| 12                                  | "You Will Never Break My Heart"     | 9                                   | 15                                  | 13                                  | 16                                  | 11                                  | 64                                  |
| 13                                  | "Hajde nazovi me!"                  | 6                                   | 11                                  | 2                                   | 14                                  | 7                                   | 40                                  |
| 14                                  | "Zidina"                            | 2                                   | 12                                  | 15                                  | 10                                  | 5                                   | 44                                  |
| 15                                  | "When It Comes to You"              | 15                                  | 16                                  | 16                                  | 15                                  | 16                                  | 78                                  |
| 16                                  | "Divlji vjetre"                     | 16                                  | 13                                  | 12                                  | 13                                  | 15                                  | 69                                  |

## NaEurosongu2020.
Prema Eurovizijskim pravilima, sve države, s izuzetkom zemlje domaćina i "velikih 5" (Francuska, Njemačka, Italija, Španjolska i Velika Britanija), moraju se plasirati u jedno od dva polufinala kako bi se mogle natjecati u velikom finalu; prvih deset plasiranih zemalja iz svakog polufinala ide u finale. Zemlje sudionice, osim direktnih finalista (domaćina Nizozemske i velike petorke) raspodijeljene su u pet šešira temeljenih na uzorcima glasanja u prošlosti. Time se nada spriječiti prijateljsko glasanje i predvidive finaliste te povećati uzbuđenje. 28. siječnja 2020. održan je poseban ždrijeb dodjele kojim su se svake zemlje plasirale u jedno od dva polufinala, kao i u kojoj polovica emisije u kojoj će nastupiti. Hrvatska se plasirala u prvo polufinale koje će se održati 12. svibnja 2020., a trebala je nastupiti u drugoj polovici emisije. Međutim, 18. ožujka 2020. odlučeno je kako će se Pjesma Eurovizije 2020. odgoditi zbog pandemije virusa. Referentna skupina zadužena za Eurosong dala je mogućnost odustajanja odabranim pjevačima da se povuku s izbora ako žele.